# Caer Bach
Koordinaten: 53° 14′ 20″ N, 3° 52′ 59,1″ W
Caer Bach (Caer im Sinne von Cahir) ist ein Hillfort unbestimmten Alters auf einem runden Hügel, nordwestlich des Dorfes Rowen in Conwy County Borough in Wales. Sein Name bedeutet Kleines Fort. Es liegt auf einer Höhe von etwa 413 Metern an den östlichen Hängen des Tal-y-Fan, eines Gipfels des Carneddau-Gebirges im Nordosten von Snowdonia.
Da die Stätte bislang kaum Untersuchungen unterzogen wurde, ist über ihre Geschichte wenig bekannt. Die Anhöhe wird von zwei Verteidigungslinien begrenzt. Die äußere besteht aus einem bis zu drei Meter hohen Erdwall und einem Außengraben. Die innere ist eine stark geplünderte Steinmauer mit einer Breite zwischen vier und fünf Metern. Die stark beschädigte Eingangsrampe durchschneidet beide Verteidigungslinien auf der Südostseite. Der äußere Kreis begrenzt eine ovale Fläche von etwa 78 × 66 Metern, der innere eine von etwa 50 × 42 Metern.
Etwa 300 m südlich vom Hillfort liegt das Kammergrab "Siambr Gladdu". Ein riesiger Deckstein liegt auf drei Steinen, der einen zentralen Bereich, etwa der gleichen Größe wie der des nahen Dolmen Maen y Bardd bedeckt, ist aber von einem großen Teil seines Erdhügels umgeben. In der Nähe liegt auch der Druid’s Circle.

Caer Bach
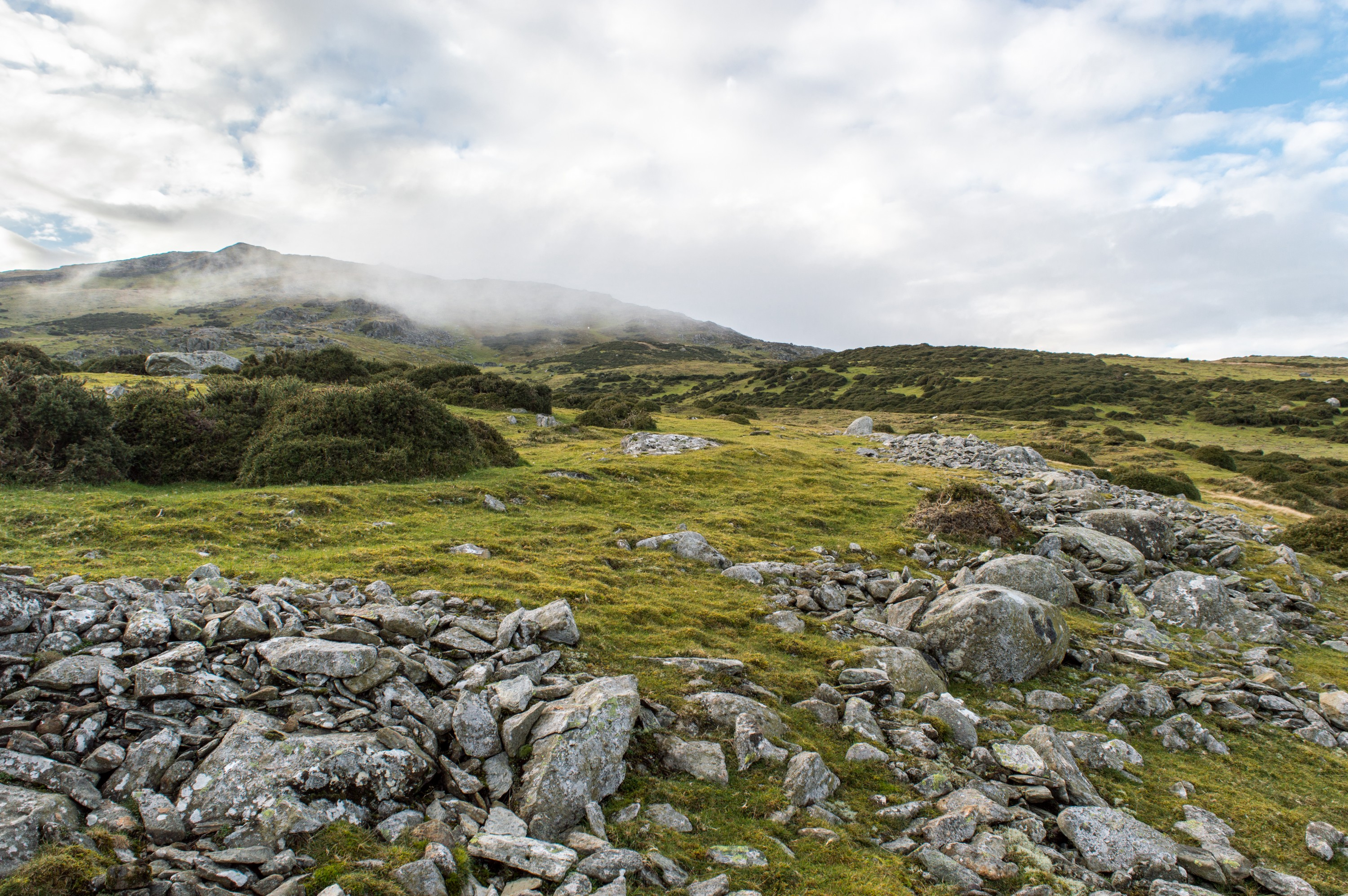
Steinwall von Caer Bach
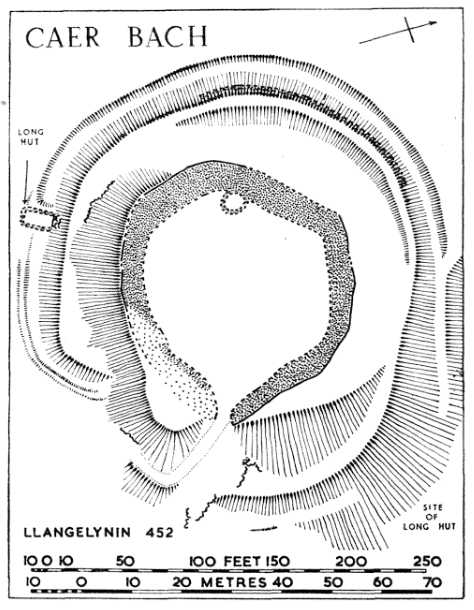
Grundriss
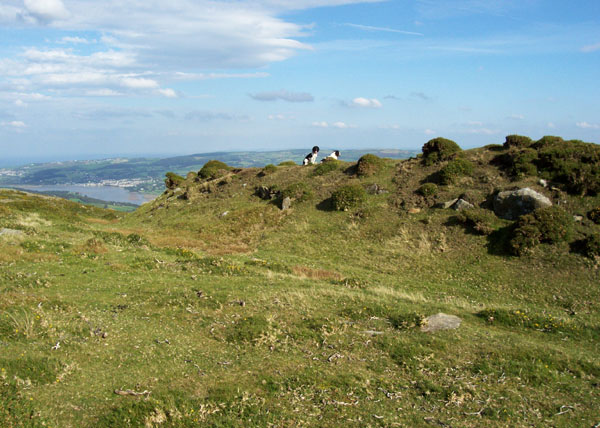
Hillfort
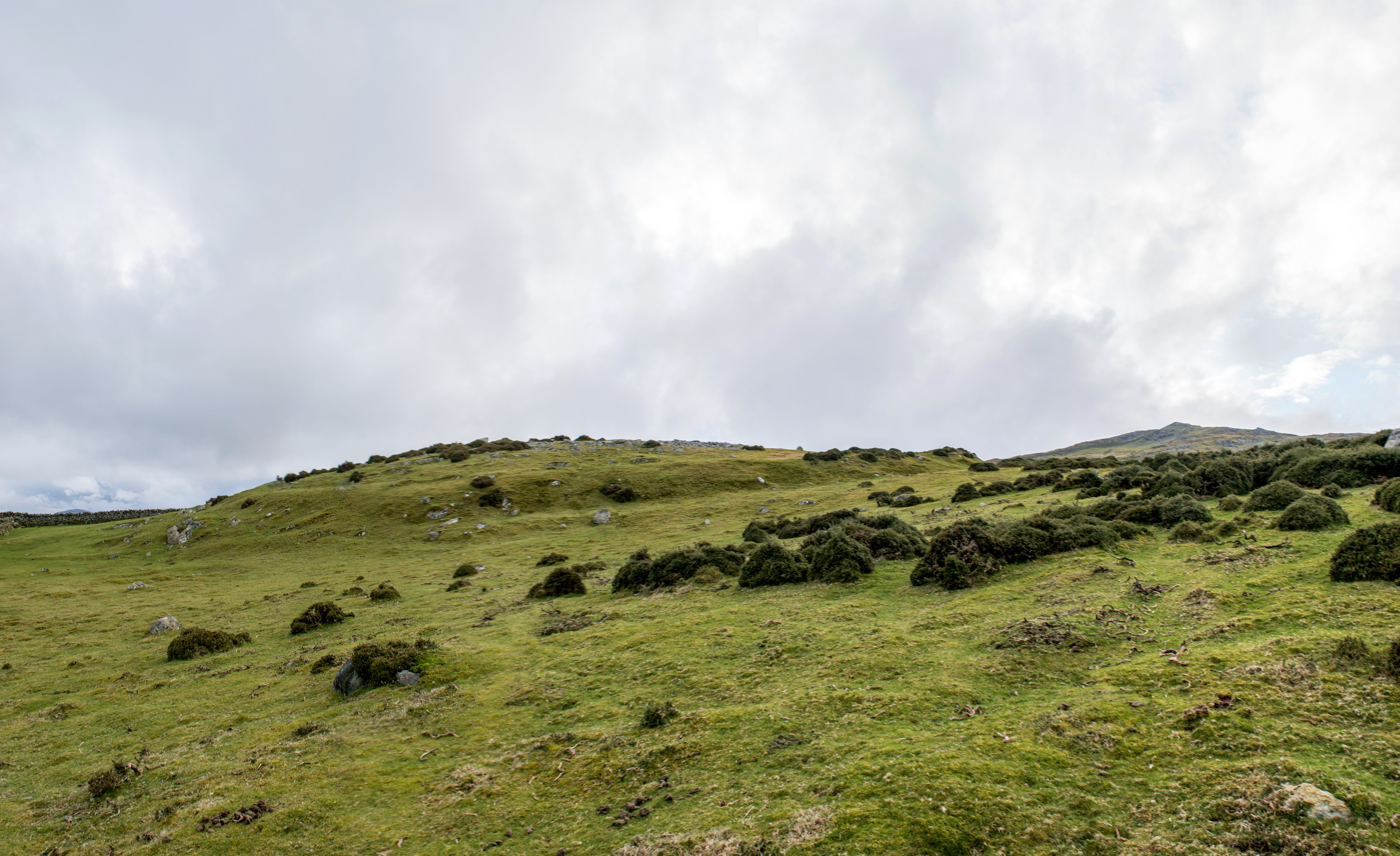
Wall
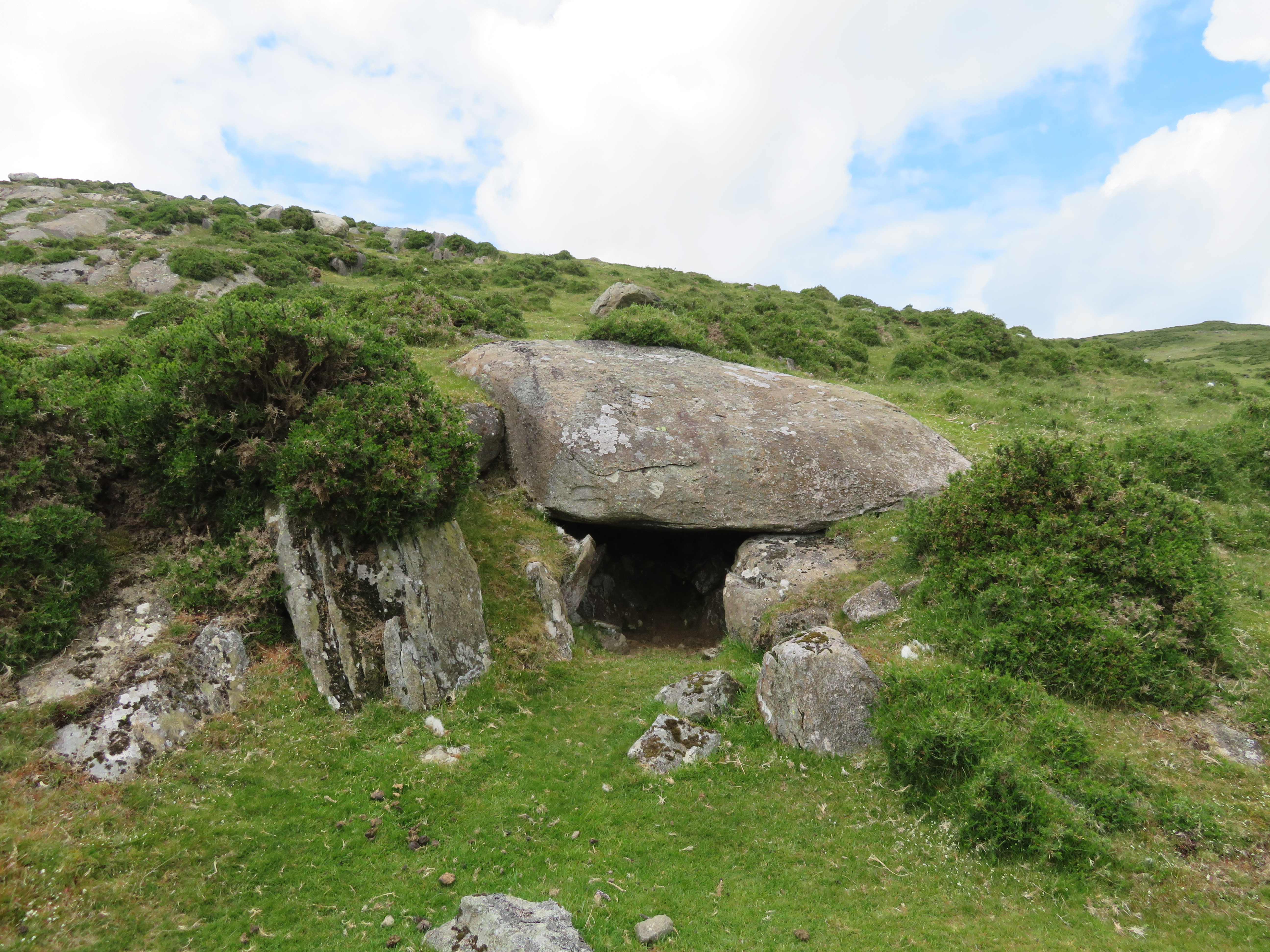
Siambr Gladdu